# Sitios sagrados y rutas de peregrinación de los Montes Kii
Los Sitios sagrados y rutas de peregrinación de los Montes Kii son un Patrimonio de la Humanidad ubicados en la región de Kumano, en las jefaturas de Wakayama, Nara y Mie, en la península de Kii, en el parque nacional de Yoshino-Kumano, en Japón desde 2004. Tres lugares sagrados del sintoísmo y el budismo, Yoshino incluyendo Omine y la montaña Hakkyō,  Kumano-jinja -que a su vez incluye el Kumano Nachi-taisha, el Kumano Hayatama-taisha y el Hongu-taisha-, y Koyasan, y que se encuentran comunicados por caminos de peregrinaje a las antiguas capitales de Nara y Kioto. 

## Criterio de selección
La región de Kumano es mentada al Nihonshoki (日本書紀?) como un lugar natural de culto. Yoshino y Omine se convirtieron muy pronto en lugares para el culto sintoista antes de ser asociados, en el siglo VIII, al camino de Shuguendo. En el siglo X, los tres principales santuarios vinculados al culto de las montañas de los alrededores se juntaron conformando el complejo religioso Kumano Sanzan, al cual se añadieron otras sedes budistas cómo Seiganto-ji. La cascada Nachi fue considerada como el centro espiritual de la región. Por otro lado, la montaña Kōya fundada en el siglo IX se convirtió en el centro de la escuela budista Shingon. La zona se convirtió en lugar de peregrinaje desde tiempos feudales.

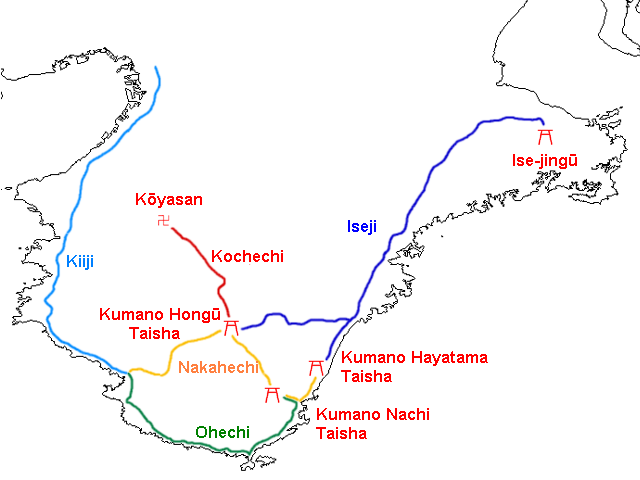
Mapa con las rutas de peregrinación clasificadas como Patrimonio de la Humanidad.

Los lugares y las rutas de este Patrimonio de la Humanidad se basan en su importancia histórica y moderna de las peregrinaciones religiosas. También se señaló su fusión de creencias budistas y sintoístas, y una historia bien documentada de las tradiciones de más de 1.200 años. El escenario natural en la península de Kii también se tomó en consideración con sus muchos arroyos, ríos y cascadas. Técnicamente, las estructuras independientes en los templos y santuarios nominados fueron nominados para esta distinción, y no los establecimientos enteros. Las secciones de los senderos se incluyeron para esta nominación, pero no toda la longitud de sus extensiones. Un total de 242 elementos fueron seleccionados de entre los sitios y rutas de peregrinación para la nominación.

## Caminos de peregrinaje
La península de Kii se encuentra en una de las regiones de Japón que presentan una gran cantidad de precipitaciones. Esto hizo que los caminos fueran pavimentados con piedras. Las rutas de peregrinaje, denominadas Kumano Kodō (熊野古道?), se dividen en cinco caminos:
- El pequeño camino (小辺路 Kohechi?): de Kōyasan (高野山?) a Kumano Lanzan (熊野三山?) Koyasan (高 野山?); son unos 70 km.
- El camino mediano (中辺路 Nakahechi?): de Tanabe (田辺?) a Kumano Sanzan (熊野三山?)
- El gran camino (大辺路 Ohechi?): de Tanabe (田辺?) a Kushimoto (串本?) y Kumano Sanzan (熊野三山?); unos 120 kilómetros.
- El camino de Ise (伊勢路 Iseji?): del Santuario de Ise (伊勢神宮?) a Kumano Sanzan (熊野三山?); unos 160 kilómetros.
- El sendero de Kii (紀伊路 Kiiji?): de Osaka (大阪?) a Tanabe (田辺?).

## Lista de sitios
| Referencia | Área                                                    | Interés cultural                                                  | Tipo                    | Ubicación                                                   | Fotografía |
| 1142-01bis | Yoshino y Ōmine                                         | Monte Yoshino (吉野山 Yoshino-yama?)                              | Natural Montaña         | Yoshino-chō, Yoshino-gun, Nara-ken                          |            |
| 1142-02bis | Yoshino y Ōmine                                         | Santuario Yoshino Mikumari (吉野水分神社 Yoshino-mikumari-jinja?) | Templo Shinto           | Yoshino-chō, Yoshino-gun, Nara-ken                          |            |
| 1142-03bis | Yoshino y Ōmine                                         | Santuario Kimpu (金峯神社 Kimpu-jinja?)                           | Santuario Shinto        | Yoshino-chō, Yoshino-gun, Nara-ken                          |            |
| 1142-04bis | Yoshino y Ōmine                                         | Kimpusen-ji (金峯山寺 Kimpusen-ji?)                               | Shugendō/Templo budista | Yoshino-chō, Yoshino-gun, Nara-ken                          |            |
| 1142-05bis | Yoshino y Ōmine                                         | Santuario Yoshimizu (吉水神社 Yoshimizu-jinja?)                   | Santuario Shinto        | Yoshino-chō, Yoshino-gun, Nara-ken                          |            |
| 1142-06bis | Yoshino y Ōmine                                         | Ōminesan-ji (大峯山寺 Ōminesan-ji?)                               | Templo Shugendō         | Tenkawa-mura, Yoshino-gun, Nara-ken                         |            |
| 1142-07bis | Kumano Sanzan                                           | Kumano Hongū Taisha (熊野本宮大社 Kumano Hongū Taisha?)           | Santuario Shinto        | Tanabe-shi, Wakayama-ken                                    |            |
| 1142-08bis | Kumano Sanzan                                           | Kumano Hayatama Taisha (熊野速玉大社 Kumano Hayatama Taisha?)     | Santuario Shinto        | Shingū-shi, Wakayama-ken; Kiho-chō, Minamimuro-gun, Mie-ken |            |
| 1142-09bis | Kumano Sanzan                                           | Kumano Nachi Taisha (熊野那智大社 Kumano Nachi Taisha?)           | Santuario Shinto        | Nachikatsuura-chō, Higashimuro-gun, Wakayama-ken            |            |
| 1142-10bis | Kumano Sanzan                                           | Seiganto-ji (青岸渡寺 Seiganto-ji?)                               | Templo budista Tendai   | Nachikatsuura-chō, Higashimuro-gun, Wakayama-ken            |            |
| 1142-11bis | Kumano Sanzan                                           | Cascada Nachi (那智滝 Nachi no Taki?)                             | Natural Cascada         | Nachikatsuura-chō, Higashimuro-gun, Wakayama-ken            |            |
| 1142-12bis | Kumano Sanzan                                           | Bosque Nachi (那智原始林 Nachi Genjirin?)                         | Natural Bosque          | Nachikatsuura-chō, Higashimuro-gun, Wakayama-ken            |            |
| 1142-13bis | Kumano Sanzan                                           | Fudarakusan-ji (補陀洛山寺 Fudarakusan-ji?)                       | Templo budista Tendai   | Nachikatsuura-chō, Higashimuro-gun, Wakayama-ken            |            |
| 1142-14bis | Kōyasan                                                 | Santuario Niutsuhime (丹生都比売神社 Niutsuhime-jinja?)           | Santuario Shinto        | Katsuragi-chō, Ito-gun, Wakayama-ken                        |            |
| 1142-15bis | Kōyasan                                                 | Kongōbu-ji (金剛峯寺 Kongōbu-ji?)                                 | Templo budista Shingon  | Kōya-chō, Ito-gun, Wakayama-ken                             |            |
| 1142-16bis | Kōyasan                                                 | Jison-in (慈尊院 Jison-in?)                                       | Templo budista Shingon  | Kudoyama-chō, Ito-gun, Wakayama-ken                         |            |
| 1142-17bis | Kōyasan                                                 | Santuario Niukanshōfu (丹生官省符神社 Niukanshōfu-jinja?)         | Santuario Shinto        | kudoyama Kudoyama-chō, Ito-gun, Wakayama-ken                |            |
| 1142-18bis | Rutas de peregrinación                                  | Ōmine Okugakemichi (大峯奥駈道 Ōmine Okugakemichi?)               | Camino                  | Aldeas entre las prefecturas de Nara y Wakayama             |            |
| 1142-19bis | Rutas de peregrinación Kumano Sankeimichi (熊野参詣道?) | Nakahechi (中辺路?), incluyendo el río Kumano (熊野川?)           |                         |                                                             |            |
| 1142-20bis | Rutas de peregrinación Kumano Sankeimichi (熊野参詣道?) | Kohechi (小辺路?)                                                 | Camino                  | A través de las prefecturas de Mie y Wakayama               |            |
| 1142-21bis | Rutas de peregrinación Kumano Sankeimichi (熊野参詣道?) | Ōhechi (大辺路?)                                                  | Camino                  | A través de las prefecturas de Mie y Wakayama               |            |
| 1142-22bis | Rutas de peregrinación Kumano Sankeimichi (熊野参詣道?) | Iseji (伊勢路?)                                                   | Camino                  | A través de las prefecturas de Mie y Wakayama               |            |
| 1142-23bis | Rutas de peregrinación                                  | Kōyasan chōishi-michi (高野山町石道 Kōyasan Chōishimichi?)        | Camino                  | Aldeas en Ito-gun, Wakayama-ken                             |            |